# Ame-no-Oshikumone
Ame-no-Oshikumone (天押雲根命) est un personnage historique déifié japonais et l'Oyagami du clan Nakatomi. Il était le fils d'Ame-no-Koyane et Himegami  et père d' Amenotaneko (ja) et l'ancêtre du clan Nakatomi et clan Fujiwara,.
Il est dans un tableau célèbre "Mandala de Wakamiya du sanctuaire Kasuga", maintenant exposé au Metropolitan Museum of Art.
Il était associé à Susanoo et à la province d'Izumo.
Il a été identifié comme le bodhisattva Manjushri (文殊, Monju)  ou comme Avalokiteśvara (觀音, Kannon).
Il est un composant de Kasuga no Kami. Il a été ajouté bien plus tard que les autres et est dit être l'enfant divin de Ame-no-Koyane et Himegami, deux autres composants de Kasuga no Kami. L'importance du kami multifacette était qu'il est devenu un modèle pour les futurs fidèles qui voulaient combiner plusieurs divinités à prier en même temps.
Ses deux parents kami Ame-no-Koyane et Himegami étaient bunrei transféré du Hiraoka-jinja, et le sanctuaire reçut ainsi le nom de Moto-Kasuga (« ancien Kasuga »),.
Sanctuaire Wakamiya, un sous-sanctuaire de Kasuga-taisha est dédié au cinquième nouveau membre Ame-no-Oshikumone,.

## Voir également
- Kasuga no Kami